# Julius Victor Berger
Julius Victor Berger (Neutitschein, 1850. július 20. – Bécs, 1902. november 17.) osztrák festő, aki elsősorban zsánerképeiről és portréiról ismert.

## Élete
Édesapja, Ignaz Johann Berger, szintén festő volt. Julius már fiatalon, 14 évesen a Bécsi Képzőművészeti Akadémián tanult. 1874-ben hároméves ösztöndíjat kapott, hogy Rómában folytassa a művészettel kapcsolatos tanulmányait.
Bécsbe visszatérve rövid időre közösen bérelt egy lakást Emil Jakob Schindler festőtársával és annak feleségével, Anna Sofie-val. Amíg Schindler utazott, Berger viszonyt kezdett Annával. Szinte biztosan ő volt Margarethe Julie Schindler (szül. 1880. augusztus 16.) apja, aki Alma Maria Schindler féltestvére volt.

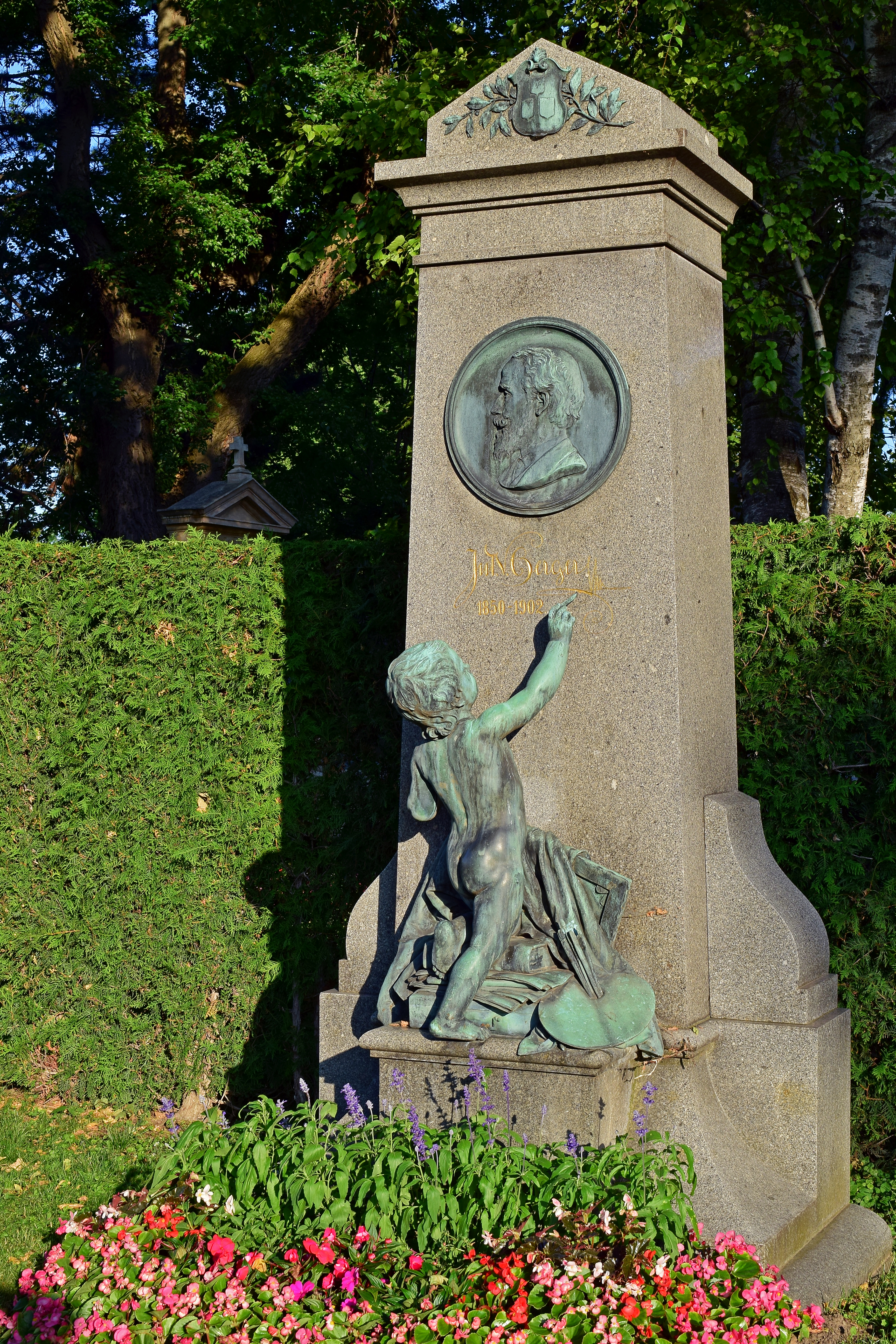
Sírja a Bécsi Központi Temetőben

Berger 1881-ben a Bécsi Iparművészeti Egyetem professzora, 1887-ben pedig a Szépművészeti Akadémia professzora lett. Barátai között volt Hans Makart festőművész.
A legelismertebb munkája a Bécsi Szépművészeti Múzeum XIX. termében készült mennyezetfestmény.
1902-ben meghalt, a Wiener Zentralfriedhofban (a Bécsi Központi Temetőben) temették el (14A csoport, 8. szám).

## Válogatott festmények

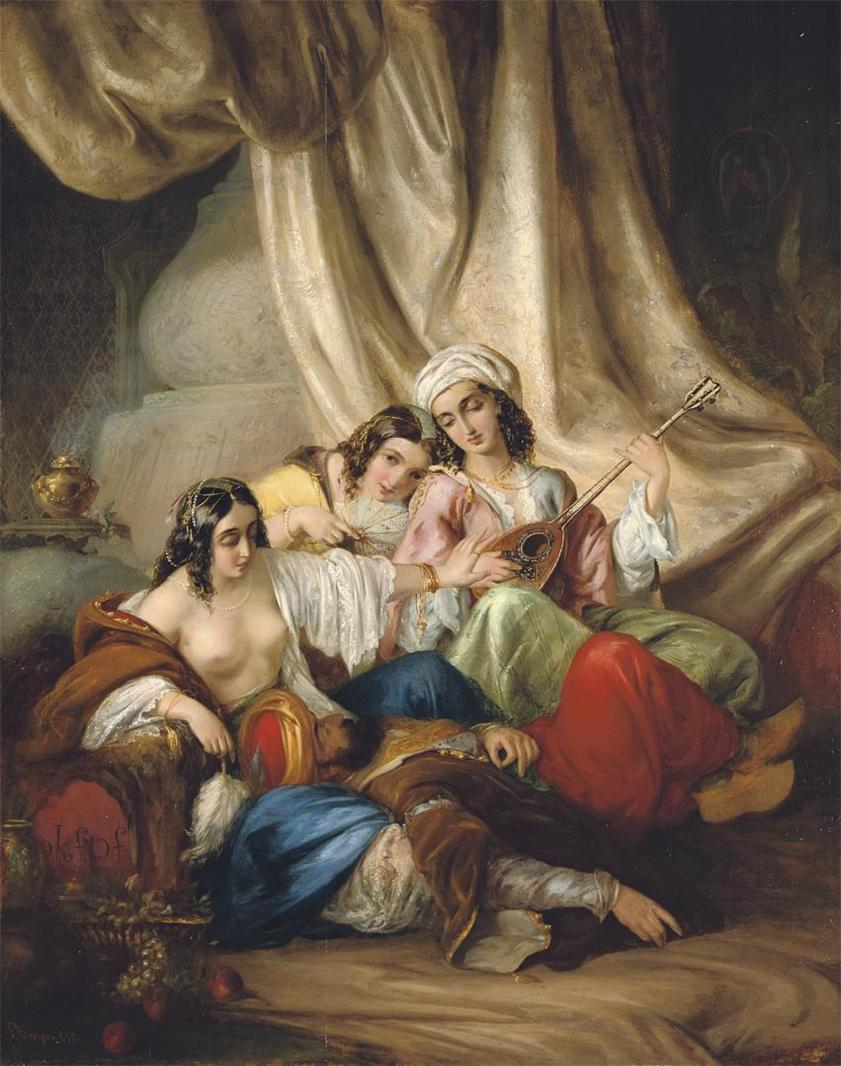
A zene varázsa
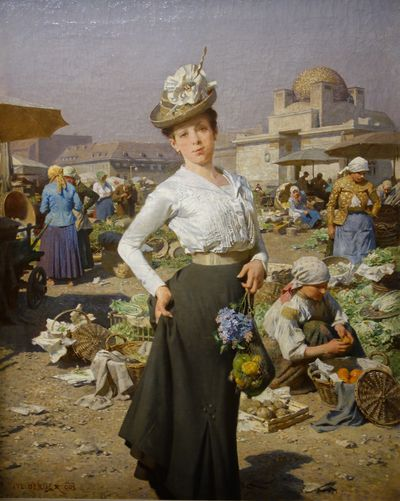
Fiatal nő a piacon
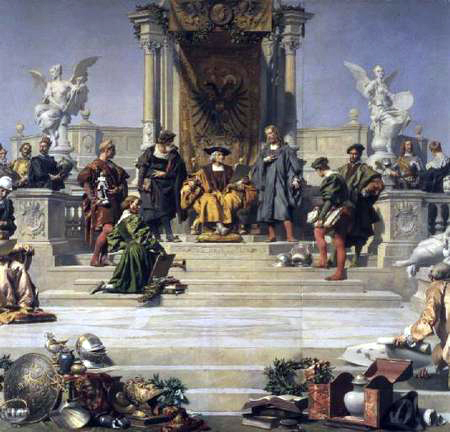
A művészetek mecénása a Habsburg-család
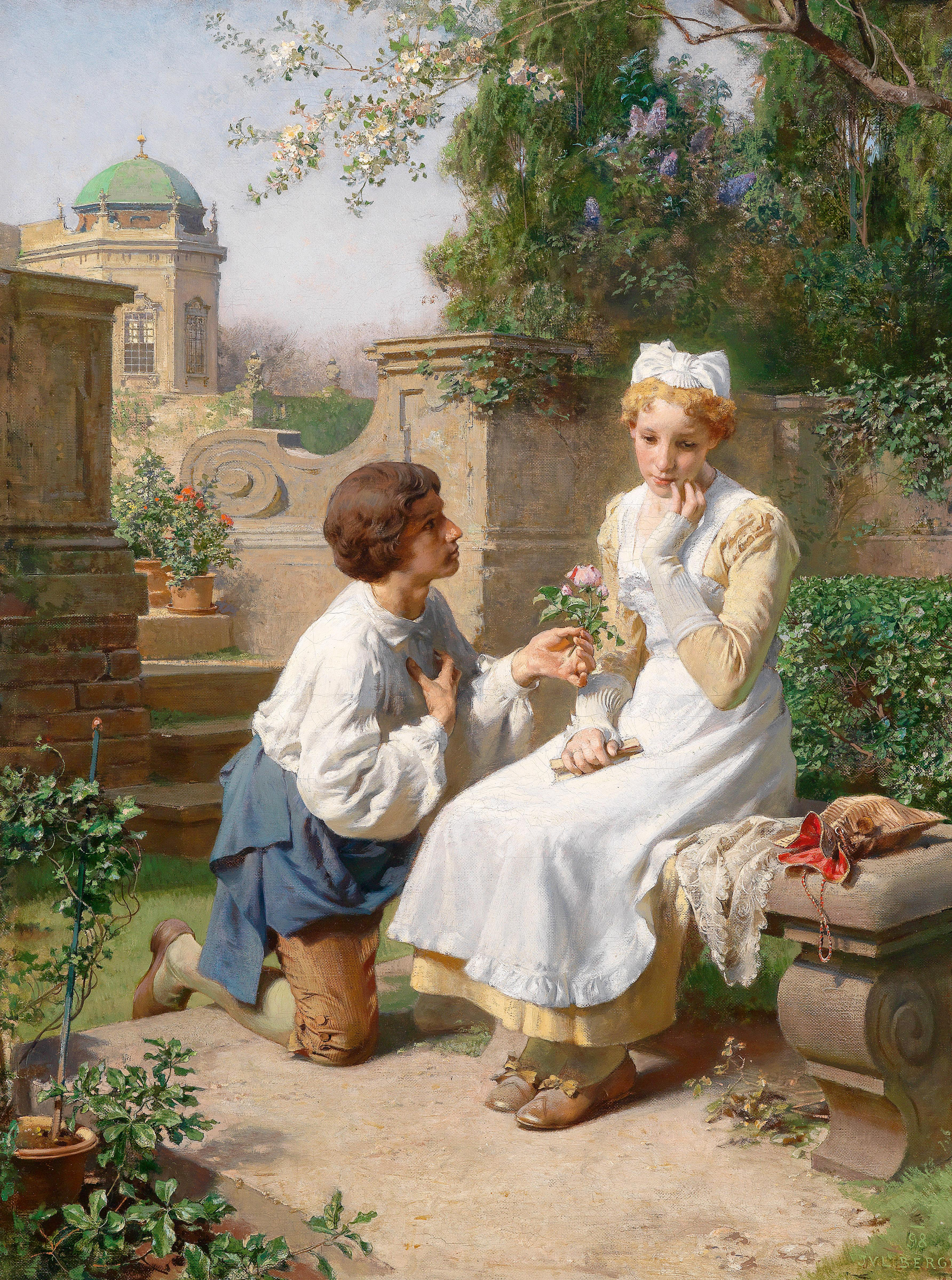
Romantikus jelenet a Belvedere kertben, Bécsben

## Fordítás
- Ez a szócikk részben vagy egészben  a   Julius Victor Berger című angol Wikipédia-szócikk ezen változatának fordításán alapul.  Az eredeti cikk szerkesztőit annak laptörténete sorolja fel. Ez a jelzés csupán a megfogalmazás eredetét és a szerzői jogokat jelzi, nem szolgál a cikkben szereplő információk forrásmegjelöléseként.